# Трёхцветная раскраска

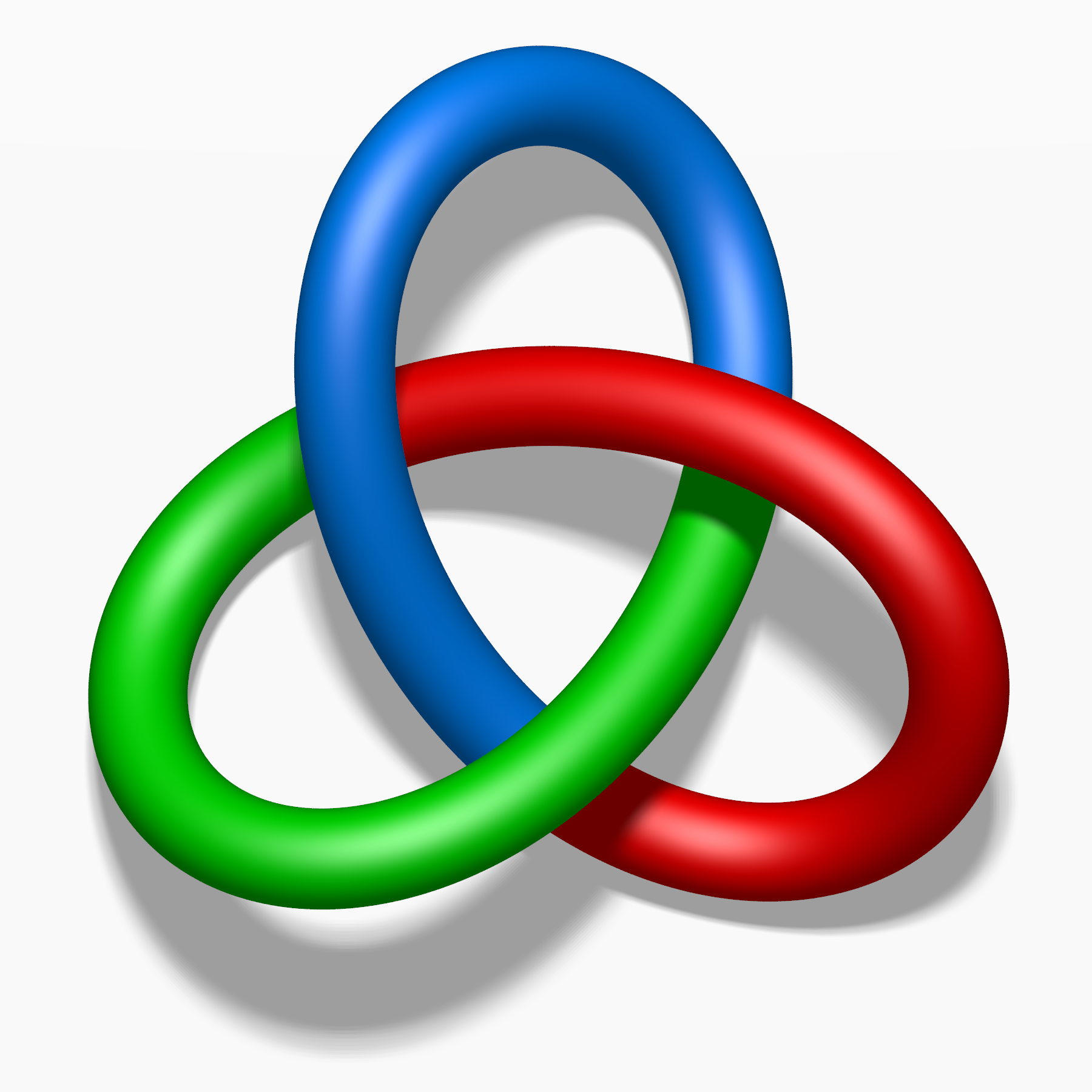
Раскрашенный в три цвета трилистник.

Трёхцветная раскраска в теории узлов — возможность раскрасить узел в три цвета — на каждом перекрёстке три нити должны быть либо все одного цвета, либо все разного (нить сверху на перекрёстке цвета не меняет, а нить снизу считается двумя разными нитями). Раскрашиваемость в три цвета является изотопическим инвариантом, а потому это свойство может быть использовано для различения двух (неизотопных) узлов.
В частности, поскольку тривиальный узел не раскрашиваем, любой раскрашиваемый узел нетривиален.
Существуют вариации в правилах раскрашивания. Чаще всего требуют, чтобы использовалось по меньшей мере два цвета и на каждом перекрёстке три нити были либо все одного цвета, либо все разного (нить сверху на перекрёстке цвета не меняет, а нить снизу считается двумя разными нитями). Некоторые авторы требуют, чтобы использовались в точности все три цвета; для узлов это эквивалентно общему определению, но для зацеплений это не так.

## Примеры
Обычно для представления раскраски используются красный, зелёный и синий цвета.
Трилистник и тривиальное 2-зацепление раскрашиваемы в три цвета, но тривиальный узел, зацепление Уайтхеда и восьмёрка не раскрашиваемы.
Бабий узел можно раскрасить в три цвета:
В этой раскраске три нити на каждом пересечении имеют три различных цвета. Узел состоит из двух трилистников, и раскраска одного из двух (но не обоих) трилистников полностью в красный цвет также даёт допустимую раскраску. Узел „истинной дружбы“ также является раскрашиваемым в три цвета
Восьмёрку нельзя раскрасить в три цвета:
Узел имеет четыре нити, из которых любая пара встречается на каком-либо перекрёстке. Если три из нитей имеют один и тот же цвет, то и четвёртая нить должна иметь тот же цвет. В противном случае каждая из этих четырёх нитей должна иметь свой цвет. Поскольку раскрашиваемость в три цвета является инвариантом узла, никакая из диаграмм этого узла не может быть выкрашена в три цвета.

## Свойства
Если проекция узла раскрашиваема в три цвета, то движения Рейдемейстера на узле сохраняют раскрашиваемость, так что либо все проекции узла раскрашиваемы в три цвета, либо никакая проекция не поддаётся раскраске». Иначе говоря, раскрашиваемость в три цвета является изотопическим инвариантом, свойством узла или зацепления, которое остаётся неизменным при любой объемлющей изотопии. Это можно доказать, если рассматривать движения Рейдемейстера. Поскольку каждое движение Рейдемейстера может быть осуществлено без изменения свойства раскрашиваемости, это свойство является изотопическим инвариантом:
| движение Рейдемейстера I не меняет раскрашиваемость. | движение Рейдемейстера II не меняет раскрашиваемость. | движение Рейдемейстера III не меняет раскрашиваемость. |
| ---------------------------------------------------- | ----------------------------------------------------- | ------------------------------------------------------ |
|                                                      |                                                       |                                                        |

Поскольку раскраска в три цвета является бинарной классификацией (зацепление раскрашиваемо или нет), это относительно слабый инвариант. Сумма раскрашиваемого узла с другим узлом всегда раскрашиваема. Путь усиления этого инварианта — посчитать число возможных раскрасок в три цвета. В этом случае отказываемся от правила, что используются по меньшей мере два цвета, и теперь любое зацепление имеет по меньшей мере три раскраски (просто раскрашиваем все дуги в один и тот же цвет). Теперь зацепление считается раскрашиваемым в три цвета, если оно имеет более трёх различных раскрашиваний.
Любое разделимое зацепление с раскрашиваемой отделимой компонентой является также раскрашиваемым в три цвета.
Если торический узел или зацепление {\displaystyle (m,n)} можно раскрасить в три цвета, то это же верно и для {\displaystyle (j{\cdot }m,i{\cdot }n)} и {\displaystyle (i{\cdot }n,j{\cdot }m)} для любых натуральных {\displaystyle i} и {\displaystyle j}.